# ماریان‌اوسترا
ماریان‌اوسترا (به مجاری:  Márianosztra) یک شهرداری در مجارستان است که در ناحیه سوب واقع شده‌است. ماریان‌اوسترا ۲۰٫۲۶ کیلومتر مربع مساحت و ۹۶۹ نفر جمعیت دارد.